# Tal der tæller
|  | Denne artikel er oprettet af botten Steenthbot ud fra en ekstern database. Den kan derfor have sproglige fejl eller mangler. Denne skabelon kan fjernes efter kontrol af indholdet. |

Tal der tæller er en dansk dokumentarfilm fra 1969 instrueret af Jens Henriksen efter eget manuskript.

## Handling
Filmen fortæller om det store arbejde i at sortere de 1.500 millioner årlige postforsendelser og om de tekniske hjælpemidler, det danske postvæsen anvender for at kunne magte denne opgave.